# Buxus jaucoensis
Buxus jaucoensis är en buxbomsväxtart som beskrevs av E. Köhler. Buxus jaucoensis ingår i släktet buxbomar, och familjen buxbomsväxter. Inga underarter finns listade i Catalogue of Life.